# Big Boi
Big Boi (* 1. Februar 1975 in Savannah; bürgerlich Antwan André Patton) ist ein US-amerikanischer Rapper und Schauspieler. Er bildet mit André 3000 das Hip-Hop-Duo OutKast und ist Mitglied der Dungeon Family.
Er ist auch bekannt unter den Pseudonymen Sir Lucious Left Foot, Daddy Fat Sacks, General Patton, Billy Ocean, Francis the Savannah Chitlin Pimp und Hot Tub Tony.

## Werdegang
Als Kind träumte Big Boi davon, Footballspieler zu werden. Dies änderte sich jedoch, als er durch seine Großmutter mit afroamerikanischer Musik in Kontakt geriet. Als Jugendlicher zog er mit seiner Familie nach Atlanta, wo er auf der High School André Benjamin traf, mit dem er zu rappen begann. Durch ihre Freundschaft mit dem Produzent Rico Wade konnten sie das Album Southernplayalisticadillacmuzik aufnehmen, das bereits relativ erfolgreich war und Platin erhielt. Zu der Zeit machte Big Boi seinen Abschluss und wurde kurz darauf das erste Mal Vater. Um seine Musikkarriere weiterverfolgen zu können, gab er seinen Plan, Kinderpsychologe zu werden, auf und eröffnete die Pitbullzucht Pittfall Kennels, die mittlerweile einem seiner Brüder gehört.
Nach weiteren kommerziell sehr erfolgreichen Alben veröffentlichten OutKast 2003 Speakerboxxx/The Love Below, das sich bis heute 11 Millionen Mal verkaufte. Big Bois von ihm mitproduziertes „Solo“-Album Speakerboxxx brachte den Song „The Way You Move“ hervor, der sich in den Billboard Hot 100 eine Woche auf Platz 1 hielt, nachdem er zuvor acht Wochen auf dem zweiten Rang gelegen hatte. Im März 2004 hielt Big Boi mit André 3000 und Alicia Keys die Laudatio für Prince, als dieser in die Rock and Roll Hall of Fame aufgenommen wurde, und im gleichen Jahr war er Gastperformer in der Chappelle’s Show. Auf seinem neugegründeten Plattenlabel Purple Ribbon Records veröffentlichte er ein Jahr später das Compilation-Album Got Purp? Vol 2 mit auf dem Label unter Vertrag stehenden Künstlern, hauptsächlich Mitgliedern der Dungeon Family.
Mit André 3000 spielte er die Hauptrolle im Musicalfilm Idlewild, zudem war er in den Filmen ATL und Who’s Your Caddy? zu sehen. 2008 kollaborierte Big Boi mit dem Atlanta Ballet für das „Hip-Hop-Ballett“ big, das auf der Performance einiger Songs von ihm sowie weiteren Mitgliedern von Purble Ribbon basiert. Sechs Aufführungen fanden vom 10. bis zum 13. April in Atlanta statt, laut Big Boi soll das Konzept weltweit fortgesetzt werden.
Im November 2008 war er in den USA in einer Doppelfolge der Kriminalserie Law & Order: New York zu sehen.
Nach mehreren Verschiebungen war die Veröffentlichung des ersten offiziellen Soloalbums von Big Boi, Sir Luscious Left Foot: The Son of Chico Dusty, für Oktober 2008 angedacht, was sich aber erneut nicht bestätigte. Der Song „Royal Flush“ featuring André 3000 und Raekwon wurde bereits im März im Internet veröffentlicht und war bei den Grammy Awards 2009 in der Kategorie Best Rap Performance by a Duo or Group nominiert. Die erste Single des Albums ist allerdings „Something's Gotta Give“, ein Duett mit Mary J. Blige. Weitere Gäste auf dem Album sind George Clinton, Too Short, T.I. und Mitglieder der Dungeon Family. Produziert wurde es hauptsächlich von Organized Noize und Big Boi selbst, sowie unter anderem von Scott Storch und Lil Jon. Als Grund für die zahlreichen Verschiebungen nennt Big Boi die Marketingpolitik des Plattenlabels Jive Records.  Am 2. Juli 2010 wurde Sir Luscious Left Foot: The Son of Chico Dusty mit zwei Jahren Verspätung doch noch auf Def Jam Recordings veröffentlicht.
Im Laufe seiner Karriere arbeitete Big Boi mit zahlreichen international erfolgreichen Künstlern zusammen, darunter Missy Elliott, Jay-Z, Beyoncé, Earth, Wind & Fire, Carlos Santana, Diddy und Chris Brown.

## Familie
Big Bois Eltern ließen sich scheiden, als er fünf war. Er hat fünf jüngere Geschwister, einer davon ist Mitglied in der Hip-Hop-Gruppe Konkrete, die bei Purple Ribbon Records unter Vertrag steht. Er ist seit 2003 verheiratet mit Sherlita, Co-Eigentümerin der Kleiderboutique PValentine, und hat drei Kinder, Jordan (* 1995), Bamboo (* 2000) und Cross (* 2001). Seine zwei Söhne sind auf Interludes von Speakerboxxx und Idlewild zu hören.

## Diskografie

### Alben
- 2010: Sir Lucious Left Foot: The Son of Chico Dusty (Def Jam)
- 2012: Vicious Lies and Dangerous Rumors (Def Jam)
- 2017: Boomiverse (Epic Records)

### Singles
- 2006: Kryptonite (I’m on It) (US: Gold)
- 2008: Royal Flush (feat. André 3000 & Raekwon)
- 2008: Sumthin’s Gotta Give (feat. Mary J. Blige)
- 2009: Ringtone
- 2010: Shutterbugg (feat. Cutty)
- 2010: Follow Us (feat. Vonnegutt)
- 2012: Gossip (feat. UGK & Big K.R.I.T.)
- 2012: She Said OK (feat. Theophilus London & Tre Luce)
- 2012: Mama Told Me (feat. Kelly Rowland)
- 2017: Mic Jack (feat. Adam Levine)
- 2017: Kill Jill (feat. Killer Mike & Jeezy)
- 2017: All Night (feat. LunchMoney Lewis, US: Gold)

## Filmografie
- 2006: ATL
- 2006: Idlewild
- 2007: Who’s Your Caddy?
- 2016: Star (Fernsehserie, 2 Episoden)